# Acrocercops quadrisecta
Acrocercops quadrisecta är en fjärilsart som beskrevs av Edward Meyrick 1932. Acrocercops quadrisecta ingår i släktet Acrocercops och familjen styltmalar. Inga underarter finns listade i Catalogue of Life.